# EPreskripce
ePreskripce, elektronické předepisování nebo e-předepisování je elektronické psaní, generování, přenos lékařského předpisu (receptu) na počítači, způsob který nahrazuje papírové a faxové recepty. ePreskripce umožní lékaři, lékárníkovi, nebo zdravotní sestře použít software pro digitální předepisování k elektronickému přenosu nového nebo obnovení staršího povolení vydat z místní nebo zásilkové lékárny lék na předpis. Umožní elektronicky odesílat bezchybné, přesné a srozumitelné recepty od poskytovatele zdravotní péče do lékárny. Účelem elektronického předepisování je snížit rizika spojená s tradičním způsobem psaní předpisů. Je to také jeden z hlavních důvodů tlaku na elektronické lékařské záznamy. Sdílením informací o lékařském předpisu se ePreskripce snaží propojit osoby poskytující pacientovi zdravotní péči s cílem usnadnit jim informované rozhodování.

## Funkce ePreskripce
Systém elektronického předepisování musí být schopen plnit všechny tyto funkce:
- identifikace pacienta,
- vytvoření úplného seznamu aktuálně užívaných léků, případně včetně dat získaných od zdravotní pojišťovny,
- přístup k historickým údajům o pacientovi,
- možnost předepsat lék nebo přidat další a vybrat lékárnu, kde bude předpis realizován.

Při práci s existujícím lékem to v praxi může zahrnovat prohlížení podrobností o léku, odebrání léku ze seznamu aktivních léků, změnu dávkování atd.
- vytištění předpisu,
- elektronické odeslání předpisu do transakčního centra,
- provádění všech bezpečnostních kontrol pomocí integrovaného systému podpory rozhodování, známého jako utilizace neboli přehled o využití léků.

Bezpečnostní kontroly zahrnují: automatické nabídky informující o předepsaném léku, potenciální nevhodné dávce nebo cestě podání, vzájemných interakcích mezi léčivy, alergické obavy nebo výzvy k opatrnosti.
- označení možnosti úspor, terapeuticky vhodných alternativ (pokud existují),
- informace o účinných látkách, bezpečnosti a účinnosti, o vhodnosti pro pacienta a požadavcích na autorizaci obdržených elektronicky od pojišťovny pacienta,
- systémová integrace, například propojení s různými databázemi, propojení s lékárnami a slevové systémy na léky,
- funkce pro vzdělávání pacientů, zpětná vazba od poskytovatele.

## Česká republika
Systém eRecept byl v ČR vytvořen k předepisování léků elektronickou formou už od roku 2011 a od ledna 2018 je tento způsob povinný. Ministerstvo zdravotnictví v případech, kdy není možný přístup k elektronickému systému, umožňuje předepsat léky klasickou formou - papírový lékařský předpis. eRecepty vytváří a eviduje centrální úložiště, které provozuje Státní ústav pro kontrolu léčiv. Historie jeho budování a historie zavádění eReceptů je uvedena v článku Systém eRecept.

### Vkládání dat
Elektronický recept vytváří a zasílá centrálnímu úložišti receptů lékař po dohodě s pacientem. Odesílá se číslo pojištěnce, které je zároveň jeho rodným číslem, jméno a množství léku, cena léku, úhrada od pojišťovny, šarže lékárny a identifikační číslo předepisujícího lékaře.

### Vystavení a použití eReceptu
Kód eReceptu může lékař pacientovi zaslat na mobilní telefon jako SMS, na e-mail, nebo předat prostřednictvím aplikace v mobilním telefonu. Pacient může od svého lékaře získat i papírovou průvodku (vytištěný eRecept). Vystavení lékařského předpisu v původní listinné podobě je přípustné jen ve vyjmenovaných případech a lékař je musí zdůvodnit.
eRecept na běžné léky má platnost čtrnáct dní. Výjimku tvoří antibiotika a chemoterapeutika, na jejich vyzvednutí má pacient pouze pět dní. Platnost začíná běžet dnem vystavení eReceptu, počítají se i víkendy a svátky. Opakovací eRecept platí půl roku, může platit až rok. Recept vystavený pohotovostní službou platí nejdéle 1 den následující po jeho vystavení.

### Význam a kritika
V období bezprostředně předcházejícím povinnému používání eReceptů, tzn. v závěru roku 2017, se projekt eReceptu stal terčem silné kritiky lékařů. Na základě systematické analýzy témat v té době diskutovaných na stránkách časopisu Tempus Medicorum (časopis České lékařské komory) lze jako klíčové body této kritiky uvést
- zhoršení zdravotní péče v důsledku možného úbytku lékařů, zejm. lékařů v seniorském věku,
- chybějící výhody eReceptu z pohledu lékařů,
- přesvědčení lékařů, že by medicína neměla být v takové míře závislá na informačních technologiích. [8]

Z pohledu sociálně orientovaného studia informačních technologií lze averzi českých lékařů k eReceptu interpretovat jako příklad rezistence proti nasazování informačních technologií v medicíně. Podle citované studie však nelze chybu hledat jen u lékařů, ale je nutno zohlednit i nevhodně zvolený postup implementace eReceptu, za kterou odpovídá Státní ústav pro kontrolu léčiv.
Podle Zdravotnických novin "z přehledu léků lze zjistit choroby i to, kolik pacient za léky zaplatil. Data o pacientech by rády využily v konkurenčním boji zdravotní pojišťovny, mohly by podle těchto informací provádět výběrový nábor nových pojištěnců." Tento způsob užití eReceptů však jednoznačně není v zájmu pacientů resp. pojištěnců.
Praktický přínos pro pacienty mají zejména opakované eRecepty, pokud je lze získat emailem. Veřejnost oceňuje možnost lékaře (po souhlasu pacienta) nahlédnout do seznamu léků, které pacient užívá. Dále se kladně hodnotí možnost zjistit, zda předpis od lékaře není falešný.

## ePreskripce v zahraničí
Elektronické předepisování léků bylo zavedeno kromě ČR také v těchto státech:
- Austrálie
- Bangladéš
- Kanada
- Estonsko
- Indie
- Rusko
- Spojené království
- Spojené státy americké

Bližší informace o těchto systémech jsou na stránce anglické Wikipedie (odkaz níže).